# Štimlje
Shtime en albanais et en serbe latin Štimlje (en serbe cyrillique : Штимље) est une ville et une commune du Kosovo. Elle fait partie du district de Ferizaj/Uroševac (selon le Kosovo) ou du district de Kosovo (selon la Serbie). Selon le recensement kosovar de 2011, la ville intra muros compte 7 255 habitants et la commune 27 324.

## Localités

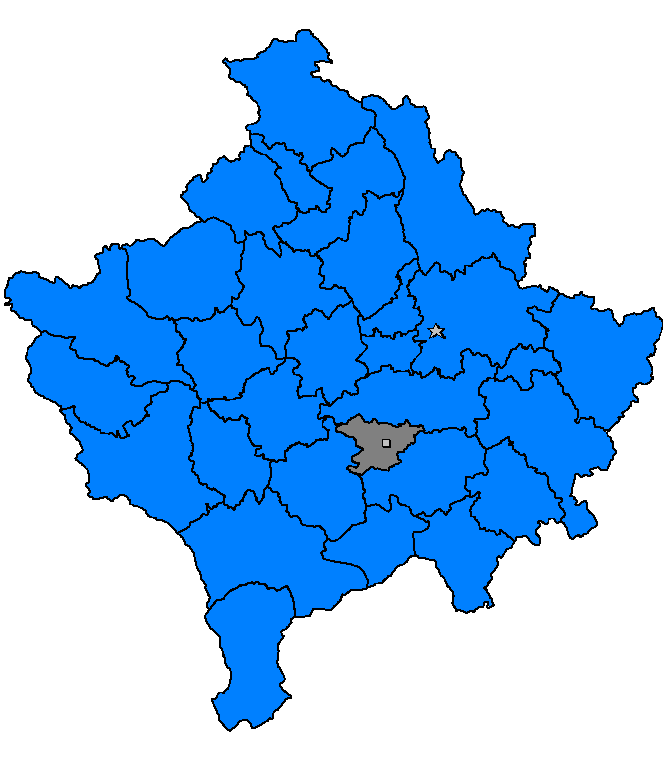
Localisation de la commune/municipalité de Shtime/Štimlje au Kosovo

| - Belincë/Belince - Caralevë/Crnoljevo - Davidoc/Davidovce - Devetak/Devetak - Dugë/Duga - Gjurkoc/Đurkovce - Gllavicë/(Rašince) - Godanc i Epërm/Gornje Godance - Godanc i Poshtëm/Donje Godance - Karaçicë/Karačica - Llanishtë/Lanište - Mollopolc/Malopoljce | - Muzeqinë/Mužičane - Petroviq/Petrović - Petrovë/Petrovo - Pjetërshticë/Petraštica - Rancë/Rance - Rashincë/Rašince - Reçak/Račak - Shtime/Štimlje - Topillë/Topilo - Vojnoc/Vojinovce - Zborc/Zborce |

## Démographie

### Répartition de la population dans la commune
| Répartition de la population |          |       |        |      |         |      |      |      |        |
| Année/Population             | Albanais | %     | Serbes | %    | Ashkali | %    | Roms | %    | Total  |
| Janvier 1998                 | 29 000   | 94,31 | 950    | 3,09 | 700     | 2,28 | 100  | 0,32 | 30 750 |
| Estimation                   | 28 247   | 97,41 | 0      | 0,00 | 697     | 2,40 | 41   | 0,14 | 28 999 |
| Ref: OSCE )                  |          |       |        |      |         |      |      |      |        |

## Tourisme
Sites archéologiques
- le site archéologique de Porodimlje à Mollopolc/Malopoljce (?)[2]
- les ruines de la forteresse de Topillë/Topilo (Antiquité tardive, Moyen Âge)[3]
- le site archéologique de l'église de Reçak/Račak (Moyen Âge)[4]

Monuments culturels
- l'église Saint-Côme-et-Saint-Damien de Reçak/Račak (XVe siècle)[5]
- les ruines de l'église de Petrovë/Petrovo (XVe siècle)[6]
- la vieille église de Muzeqinë/Mužičane (XVe siècle)[7]
- la mosquée de Shtime/Štimlje (XVIIe siècle)[8]
- la maison de Xhevad Metush à Shtime/Štimlje (XIXe siècle)[8]
- la mosquée de Pjetërshticë/Petraštica (XIXe siècle)[8]
- l'église Saint-Michel de Shtime/Štimlje (Début du XXe siècle)[9]
- la fontaine commémorative de la Lutte de libération nationale à Zborc/Zborce (XXe siècle)[8]
- la mosquée de Reçak/Račak (XXe siècle)[8]
- la fontaine de Xhem Osman à Reçak/Račak (?)[8]